# Lonchophylla concava
Lonchophylla concava és una espècie de ratpenat de la família dels fil·lostòmids. Viu a Colòmbia, Costa Rica, l'Equador i el Panamà, a altituds d'entre 0 i 1.000 msnm. El seu hàbitat natural són els boscos primaris. Es creu que no hi ha cap amenaça significativa per a la supervivència d'aquesta espècie, que tolera els canvis de tipologia del seu entorn.